# Jiahe Xiang (socken i Kina)
Jiahe Xiang (kinesiska: 嘉禾, 嘉禾乡) är en socken i Kina. Den ligger i provinsen Yunnan, i den sydvästra delen av landet, omkring 270 kilometer söder om provinshuvudstaden Kunming. Antalet invånare är 14 727. Befolkningen består av 6 918 kvinnor och 7 809 män. Barn under 15 år utgör 15,0 %, vuxna 15-64 år 75 %, och äldre över 65 år 8,0 %.
Genomsnittlig årsnederbörd är 2 161 millimeter. Den regnigaste månaden är juli, med i genomsnitt 561 mm nederbörd, och den torraste är februari, med 28 mm nederbörd.